# 丹德林球

丹迪林雙球與切過㘣錐的淡黃色平面相切。

在几何学中，丹德林球是指一個或两個球體，它們與圓錐相切，同時也與另一個與此圓錐相交的平面相切。圓錐與平面的截痕則形成圆锥曲线，而任一球體與平面相接的點則是圓錐曲線的焦點。因此丹德林球有时也稱為焦球。
丹德林球是在 1822 年發現的。  它是為紀念法国數學家當德蘭·皮埃爾·丹德林（Germinal Pierre Dandelin）而名, 但朗伯·阿道夫·雅克·凯特勒 也有部分貢獻。
丹德林球的用途，通常是用來為已阿波罗尼奥斯所知的兩個定理提供优雅的现代证明。第一个定理是，所有與两个固定点（焦点）的距离之和是常数的點，其轨迹是闭合圓錐曲線（即椭圆）。第二个定理是，对于任圓錐曲線，到定点（焦点）的距离与到定线（準線）的距离成正比，比例常数称为偏心率。 
圓錐曲線的每个焦点都會有一個丹德林球。椭圆有两个丹德林球，它們會相切於相同的錐體，而双曲线則有两个丹德林球，卻是接触相反的錐體。抛物线則只有一个丹德林球。

## 截面曲線到焦点的距离之和為定值的證明
解釋如下，設 S 為此圓錐的頂點，平面 e 與此圓錐交於曲線 C（藍色區域）。以下則證明 C 是橢圓。
放置兩個棕色的丹德林球G1 和 G2，皆與平面和圓錐相交，上面的為G1，下面的為G2。而兩個球體與錐體相切的點形成圓形（白色的部分），分別記為{\displaystyle k_{1}} 与 {\displaystyle k_{2}}。
將 G1 與此平面的切點記為 F1 ；類似地，用於G2 與F2。P 為曲線 C 上一點。
需要證明：當 P 沿著截面曲線 C 移動時，{\displaystyle d(P,F_{1})+d(P,F_{2})} 仍是定值（橢圓的定義之一）。
- 將 P 與圓錐頂點 S 作一直線，與 G1 和 G2 分別交於 P1 和 P2 。
- 將 P 移動時，P1 和 P2 則沿著兩個圓移動，且其距離 {\displaystyle d(P_{1},P_{2})} 是定值。
- P 和 F1 的距離會等同於 P 到 P1 的距離，因為線段 PF1 和 PP1 都相切於G1。
- 基於對稱性，P 到 F2 的距離，等於 P 到 P2 的距離，因為線段 PF2 和 PP2 都相切於G2
- 於是，我們計算出其距離和 {\displaystyle d(P,F_{1})+d(P,F_{2})\ =\ d(P,P_{1})+d(P,P_{2})\ =\ d(P_{1},P_{2})} 是定值。

這是用以證明阿波罗尼奥斯定理的另一個證明。
如果我們定義橢圓為與兩交點的距離和為定義的 P 的集合，則上述論述證明了此曲線確實是橢圖。此面，平面與圓錐截痕會以 F1 和 F2 的中垂線對稱這論述，看起來像是違反直覺，但此方法則讓其顯而易見。的則是因為焦點可互換。

Cylinder case

同樣是平面和圓錐的截面，上述論述也可改編後適用於雙曲線和拋物線。另一個改編則是將橢圓理解為平面於垂直圆柱体的截面。

## 焦點－準線性質的證明
丹德林球同樣也可用來發現圓錐截面的準線。每個丹德林球與㘣錐相切的點會形成圓形，而由這些圓形可定義出它的所在的平面且平行。
而它們與原平面的截痕則會是平行線，此即為準線。然而，拋物線則會有一個丹德林球，因此只有一個準線。
使用丹德林球，可以證明此截痕：「與焦點的距離和準線的距離成比例」。 古希臘數學家，如阿波羅尼奧斯 ，認知到此性質，而丹德林球則給出了證明。
但丹德林或Quetelet 都沒使用丹德林球來證明此屬性。第一個如此做的人可能是 1829 年的 Pierce Morton，又或者可能是 Hugh Hamilton (bishop) 在 1758 年時記下的「一個與圓錐相切於球，可用來定義了一個新平面，與原平面的截痕即為準線」。而焦點－準線性質也可提供一個簡單的作法，可以用來證明克卜勒定律。

## 外部鏈接
- 丹德林球 （页面存档备份，存于）

1. 1 2  Dandelin, G.  [Memoir on some remarkable properties of the parabolic focale [i.e., oblique strophoid]. Nouveaux mémoires de l'Académie royale des sciences et belles-lettres de Bruxelles. 1822, 2: 171–200  [2021-10-28]. （原始内容存档于2021-11-13） （法语）.
2. ↑  Godeaux, L. . Ciel et Terre. 1928, 44: 60–64  [2021-10-28]. （原始内容存档于2021-10-28） （法语）.
3. 1 2  Heath, Thomas. A History of Greek Mathematics, page 119 (focus-directrix property) （页面存档备份，存于）, page 542 (sum of distances to foci property) （页面存档备份，存于） (Clarendon Press, 1921).
4. ↑  Brannan, A. et al.  Geometry, page 19 （页面存档备份，存于） (Cambridge University Press, 1999).
5. ↑  .   [2021-10-29]. （原始内容存档于2022-01-21）.
6. ↑  Morton, Pierce.  Geometry, Plane, Solid, and Spherical, in Six Books, page 228 （页面存档备份，存于） (Baldwin and Cradock, 1830).
7. ↑  Morton, Pierce. . Transactions of the Cambridge Philosophical Society. 1830, 3: 185–190  [2021-10-29]. （原始内容存档于2021-11-03）.
8. ↑  Hamilton, Hugh.  [On conic sections. A geometric treatise. In which, from the nature of the cone itself, relations of sections are most easily deduced. By a new method.]. London, England: William Johnston. 1758: 122–125 （拉丁语）. Liber (book) II, Propositio (proposition) XXXVII (37).
9. ↑  Hyman, Andrew. "A Simple Cartesian Treatment of Planetary Motion", European Journal of Physics, Vol. 14, page 145 （页面存档备份，存于） (1993).